# Limistock
Limistock är en bergstopp i Schweiz.   Den ligger i kantonen Bern, i den centrala delen av landet, 80 km öster om huvudstaden Bern. Toppen på Limistock är 3 189 meter över havet, eller 98 meter över den omgivande terrängen. Bredden vid basen är 0,56 km.
Terrängen runt Limistock är huvudsakligen bergig, men den allra närmaste omgivningen är kuperad. Trakten runt Limistock är nära nog obefolkad, med mindre än två invånare per kvadratkilometer.. Närmaste större samhälle är Meiringen, 18,0 km nordväst om Limistock. 
Trakten runt Limistock består i huvudsak av gräsmarker.